# Regina Raschidowna Gilwanowa
Regina Raschidowna Gilwanowa (russisch Регина Рашидовна Гильванова; * 14. Februar 1990) ist eine russische Naturbahnrodlerin. Sie nahm im Jahr 2009 erstmals an einem Weltcuprennen teil.

## Karriere
Regina Gilwanowa hatte ihren ersten internationalen Auftritt bei der Junioreneuropameisterschaft 2009 in Campill. Dort erzielte sie unter 17 gewerteten Rodlerinnen den 13. Platz. Drei Wochen später nahm sie in Nowouralsk an ihrem ersten und in der Saison 2008/2009 einzigen Weltcuprennen teil, wo sie als Letzte den 13. Platz belegte. Im nächsten Winter nahm sie ebenfalls nur an einem Weltcuprennen in Nowouralsk teil. Diesmal erreichte sie als Sechste eine Platzierung im Mittelfeld. Ebenfalls Sechste wurde sie bei der Juniorenweltmeisterschaft 2010 in Deutschnofen. Seitdem nahm Gilwanowa an keinen internationalen Wettkämpfen mehr teil.

## Erfolge

### Juniorenweltmeisterschaften
- Deutschnofen 2010: 6. Einsitzer

### Junioreneuropameisterschaften
- Longiarü 2009: 13. Einsitzer

### Weltcup
- Zweimal unter den besten 20 im Gesamtweltcup
- 1 Top-10-Platzierung in Weltcuprennen